# ايرو إيه 200
ايرو إيه 200 (بالإنجليزية: Aero A.200)‏ هي طائرة خفيفة أنتجت في تشيكوسلوفاكيا. من صناعة ايرو فودوتشودي. كانت تستخدم بشكل أساسي من قبل تشيكوسلوفاكيا. كان أول طيران لها في 1934.